# أيون هيدريد الهيليوم
أيون هيدريد الهيليوم (أو كاتيون هيدرو الهيليوم) (بالإنجليزية: Helium hydride ion)‏ +HeH هو كاتيون ناتج من تفاعل البروتون مع الهيليوم في الطور الغازي. اكتشف هذا الأيون لأول مرة عام 1925 وذلك من خلال تجارب على غاز الهيدروجين في جهاز مطيافية الكتلة. يعد هذا الأيون نظرياً أقوى حمض معروف حيث أن الإلفة البروتونية له تبلغ 177.8 كيلوجول/مول.
إن تركيب هذا الأيون يعد أبسط تركيب لأيون متألف من ذرات مختلفة، ويقارن بكاتيون ثنائي الهيدروجين +H2، إلا أن الأخير له عزم ثنائي قطب دائم، مما يسهّل من الكشف المطيافي له. يعتقد وجود أيون +HeH في الوسط بين النجمي ولكن لم يبرهن على ذلك عملياً.
يعتبر أيون هيدريد الهيليوم أول جزيء نشأ في الكون قبل 13 مليار سنة. وظل العلماء يبحثون عنه في الكون وكان العثور عليه صعبا واحتاج سنوات طويلة في الرصد والبحث.
في عام 2019 استطاعت مجموعة من الباحثين من معهد ماكس بلانك لعلم الفلك الراديوي ببون رصد أيونات هيدريد الهيليوم في أحد السدم الكوكبية يبعد عنا نحو 3000 سنة ضوئية.

## الخصائص
إن أيون هيدريد الهيليوم +HHe يوجد فقط في الحالة الغازية ولا يمكن تحضيره في الحالة الصلبة الكثيفة، حيث أنه سيعمل على برتنة أي أنيون أو جزيء أو ذرة عند التماس معها. رغم ذلك فإن قيم الحموضة في الوسط السائل هي حسابية حسب قانون هس:
| HHe+(g)  | → | H+(g)   | + He(g)  | +178 kJ/mol   | [ 5 ]  |
| HHe+(aq) | → | HHe+(g) |          | +973 kJ/mol   | [ 12 ] |
| H+(g)    | → | H+(aq)  |          | – 1530 kJ/mol |        |
| He(g)    | → | He(aq)  |          | +19 kJ/mol    | [ 13 ] |
| HHe+(aq) | → | H+(aq)  | + He(aq) | – 360 kJ/mol  |        |

إن طول الرابطة التساهمية في أيون +HeH يبلغ 0.772 أنغستروم.